# エクス＝アン＝プロヴァンス政治学院
エクス＝アン＝プロヴァンス政治学院（フランス語: Institut d'Etudes Politiques d'Aix-en-Provence）は、フランス南部エクス＝アン＝プロヴァンスにある社会科学系のグランゼコール。通称はSciences-Po Aix（シヤンス・ポ・エクス）。フランスの政治学院の1つ。なお、エクス＝マルセイユ大学所属の行政的公施設法人。

## 歴史
1956年3月27日、法令によってプロヴァンス＝エクス＝マルセイユ大学政治学研究所として、プロヴァンス＝エクス＝マルセイユ大学の法学部建物であった18世紀の邸宅を本拠地として発足した。1969年1月18日の法令により、現在の名称となった。
2007年、モナコの国務大臣であるジャン＝ポール・プルーストに代わってフィリップ・セガンが学長（取締役会長ないし評議会議長）に選出された。2010年4月にセガンが急死したため、同年7月に同校の卒業生でもあるクリスティーヌ・ラガルドが学長として選出された。
その他、現在取締役会ないし評議会に出席する著名人では、ベルナール・ビュコ（国立行政学院学長）、ジャン＝クロード・カザノヴァ（フランス国立政治学財団会長）、イヴォン・ベルラン（公立エクス＝マルセイユ大学学長）、ジャン＝フランソワ・ヴェルディエ（内務省の行政・公務員総局長）、またジャン＝ポール・バイー（フランス郵政公社長）やジェラール・メストラレ（GDFスエズ会長兼CEO）などがいる。

## 現在
毎年、バカロレア後の試験により200人ぐらいが入学する。卒業生の多数は高級公務員、政治家、記者、外交官、大学教員などになる。
教育は5年間かかる。第3学年は交換留学か国外のインターンシップが必要である。例えば、訪日予定の学生は早稲田大学、中央大学や同志社大学などにする。
第4学年からは以下の6つに区分される。
- Services publics（公共サービス, 行政学科および高級公務員試験準備センター）
- Relations européennes et internationales（欧州・国際関係）
- Entreprise（企業研究）
- Culture et société（文化・社会科学）
- Politiques comparées（比較政治学）
- Information et communication（広報・通信）

## フランス系グランゼコールの習慣
第4年の6月、グラントラール（Grand Oral）という公開口述卒業試験が行われる。フランスの政治学院の典型的な試験としてみられるが、各政治学院次第に変わる。エクス＝アン＝プロヴァンスでは学生1人が大学教員3人に面して、図書引用の評論を厳守の10分間で発言し、その後の20分間は教養（一般知識, culture générale）に関する対話をする。学生の弁論術の能力及び教養が評価される。発足した1956年からエクス政治学院では、この試験で満点できた学生は2人しかいない（フィリップ・セガンと2012年の大学院生）。10/20以下の点数を受ける場合は政治学院の卒業証書が獲得できないが、ECTS単位の数え方には影響しないので、グラントラールを合格しなくても通常の大学から卒業できる。口頭卒業試験の目標は4年間の厳しい勉強末、公開の場合で理性的な弁論の能力を確保することしかないであろう。
また、他のグランゼコールの習慣と同様に、2006年からすべての卒業年は著名人に因んで名づけられる。
- 2006-2011：リュシー・オブラック（レジスタンス運動の活動家）
- 2007-2012：ヴィクトル・ユーゴー（作家）
- 2008-2013：クロード・レヴィ＝ストロース（人類学者）
- 2009-2014：フィリップ・セガン（政治家）
- 2010-2015：アルベール・カミュ（作家）
- 2011-2016：ロベール・バダンテール（政治家）
- 2012-2017：ネルソン・マンデラ（政治家）
- 2013-2018：アリスティード・ブリアン（政治家）

そして、古代ローマから遺伝された「mens sana in corpore sano」（健全な精神は健全な身体に宿る）ということわざにそくして、体育も必要である。また、毎年3月に開始するクリテリアム（フランスの政治学院間トーナメント方式）に加わる。2012年のトーナメント方式がエクス＝アン＝プロヴァンスで行われた。1987年から始まったクリテリアムでは8回優勝したが、パリ政治学院（8回）と第1位の座を争う。

## 学位名簿
欧州高等教育改革に巡って、政治学院の卒業証書に限らず15つの修士を提案する。なお、アルベルト・ルートヴィヒ大学フライブルクとともに仏独修了書やサロン＝ド＝プロヴァンス空軍学院とともに共同修了書などを提供する。

### 専門職修士
- Affaires internationales (国際業務)
- Communication institutionnelle et journalisme politique à l'international (機関広報・国際政治報道)
- Management interculturel et médiation religieuse (多文化経営・多宗教調停)
- Ingénierie politique (政界工学)
- Politiques européennes appliquées (応用EU政策)
- Action publique territorialisée (地方自治方策)
- Carrières publiques (公務職業)
- Contrats publics, concurrence (行政契約法・競争法)
- Management des organisations sportives (スポーツ機関の経営)

### 研究修士
- Politique comparée (比較政治学)
- Action publique, régulation (政策行動・規制)
- Religion et société en Europe et en Méditerranée (ヨーロッパおよび地中海地帯における宗教と社会)
- Histoire militaire comparée, Géostratégie, Défense et Sécurité (比較軍事史・戦略地政学・防御・安全対策)

### 専門職・研究のハイブリッド修士
- Politiques comparées des âges en Europe (ヨーロッパにおける比較高齢化政策)
- Valorisation de l'information (情報物価安定政策)

## 有名な卒業生

### 政治家・高級公務員

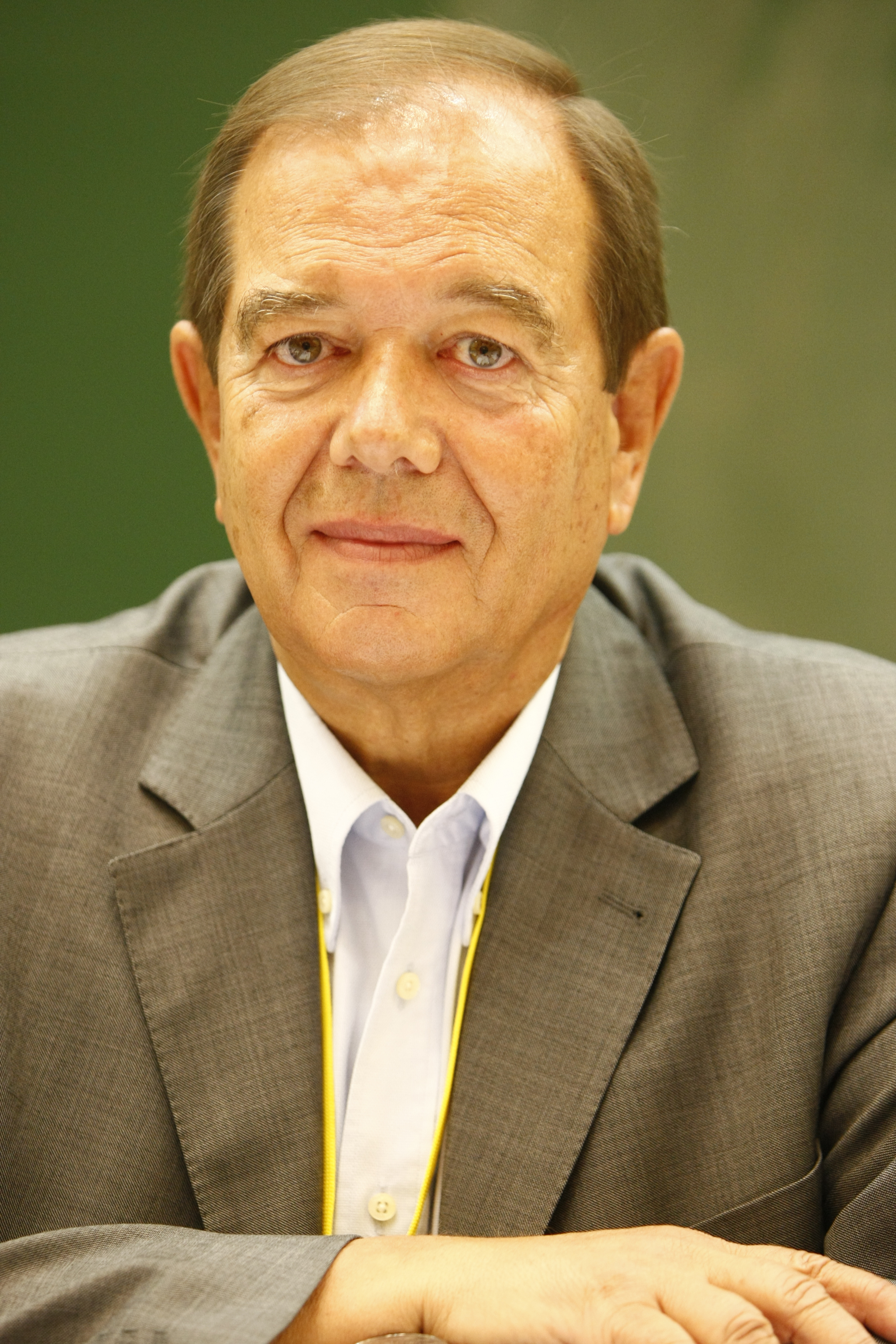
オリエ元大臣（1971年卒）

- フィリップ・セガン（政治家、元国民議会義長、元フランス会計院長）元経済・財務大臣クリスティーヌ・ラガルド（1977年卒）

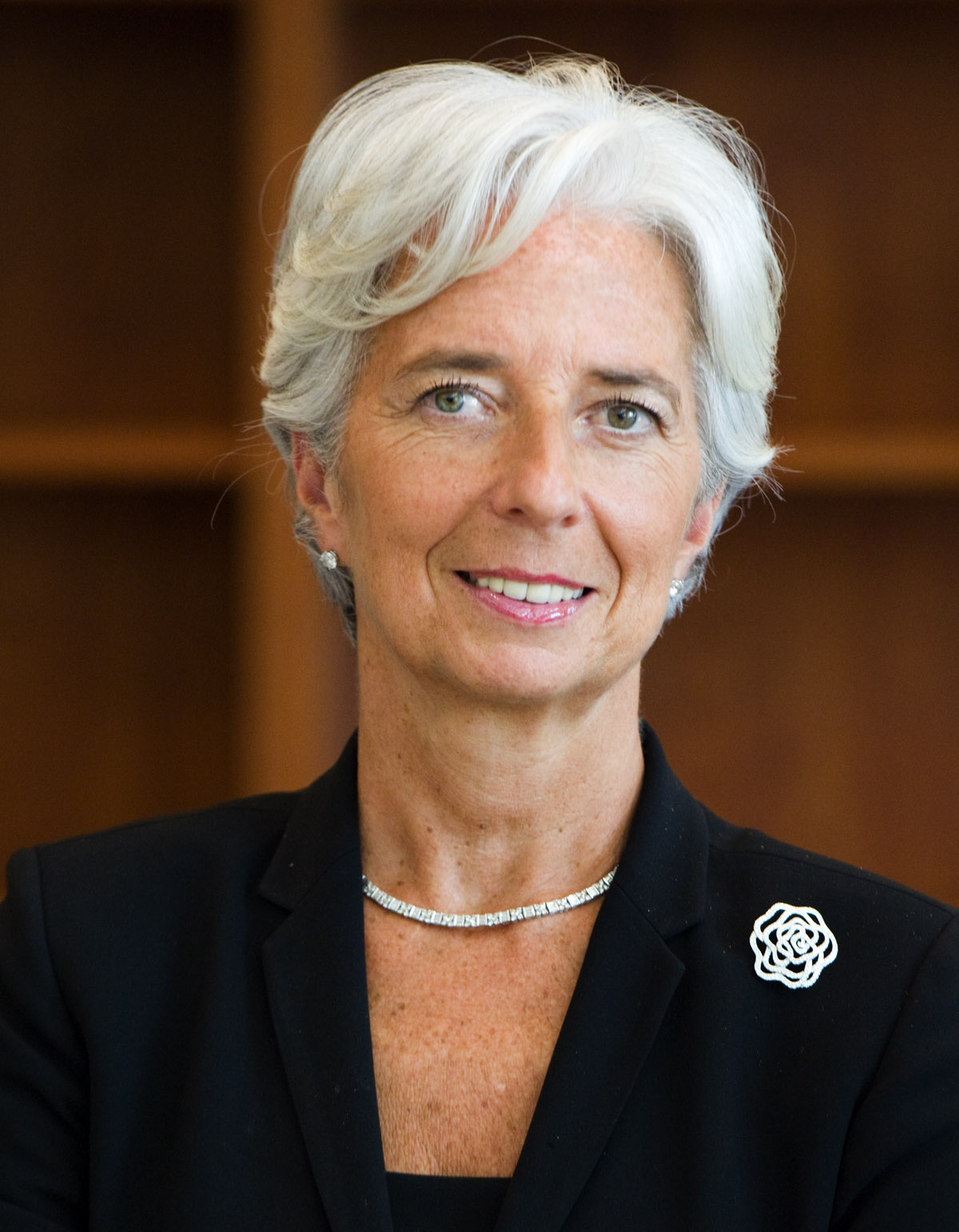
元経済・財務大臣クリスティーヌ・ラガルド（1977年卒）

- パトリック・オリエ（フランス語版）（パリ大都市圏知事・元首相付け国会関係担当大臣）オリエ元大臣（1971年卒）
- クリスティーヌ・ラガルド（欧州中央銀行総裁）女優であるファニー・アルダン（1971年卒）

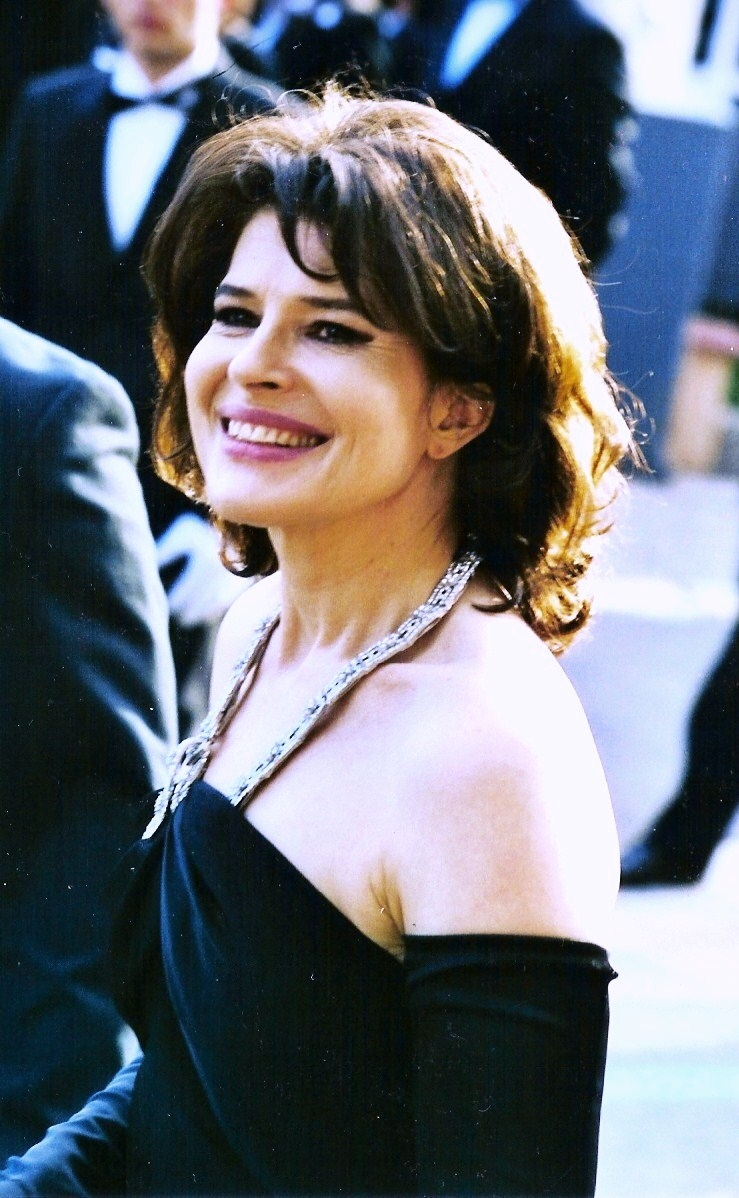
女優であるファニー・アルダン（1971年卒）

- エリザベート・ギグー（元司法大臣）レユニオン海外地域圏ロベール知事（1987年卒）

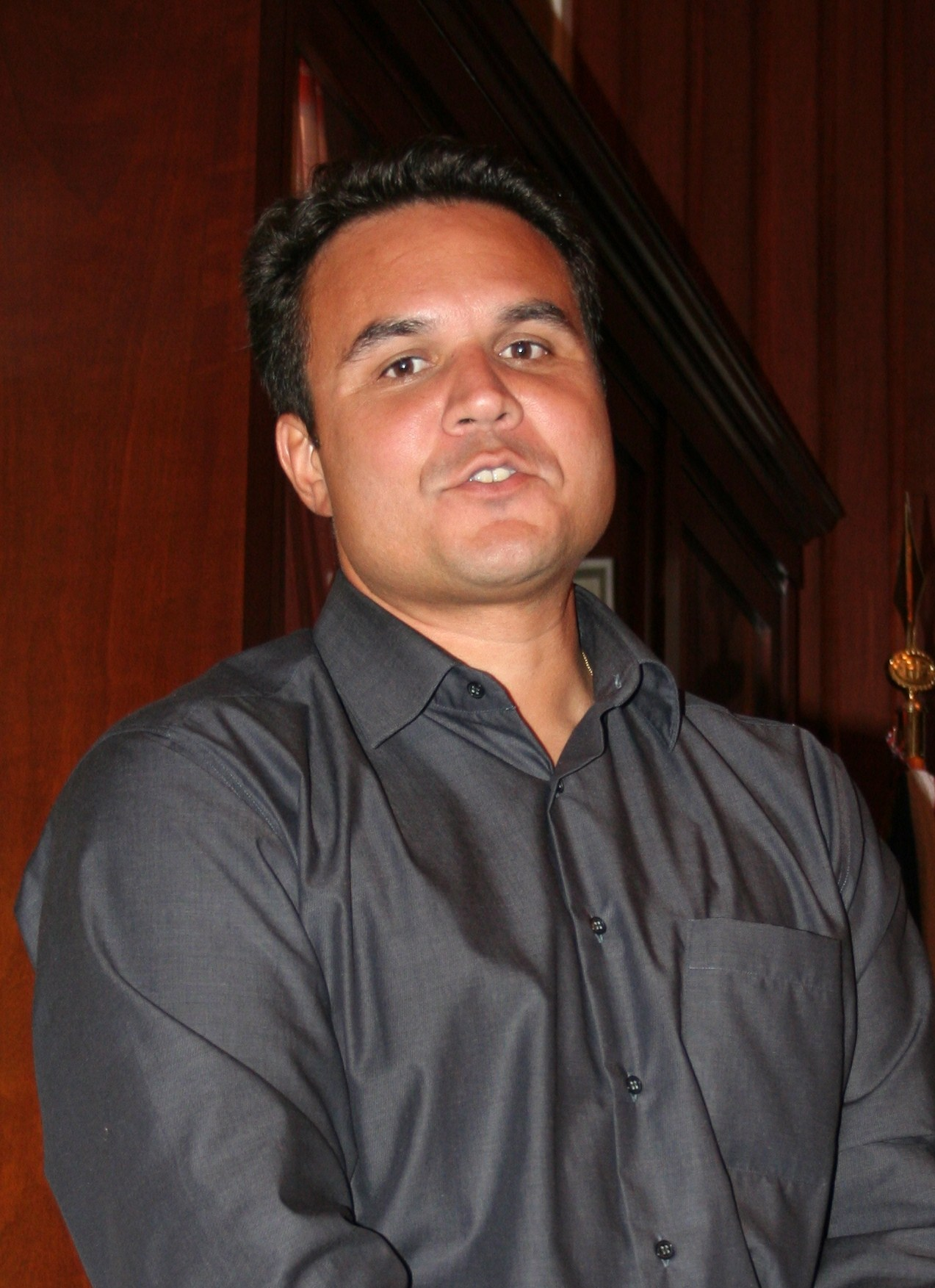
レユニオン海外地域圏ロベール知事（1987年卒）

- チャンドリカ・バンダラナイケ・クマーラトゥンガ（スリランカの元大統領）
- フェデリカ・モゲリニ（フランス語版）（欧州連合外務・安全保障政策上級代表）
- ロジェ・カリュチ（フランス語版）（政治家、元老院議員、元首相付け国会関係担当大臣）
- パトリック・メニュチ（フランス語版）（国民議会議員・元マルセイユ第1区長）
- ドミニック・ティアン（フランス語版）（国民議会議員・マルセイユ第一副市長）
- ロラン・ブリュム（フランス語版）（元国民議会議員・元マルセイユ第6区長）
- ヴァレリ・ボワイエ（フランス語版）（国民議会議員・マルセイユ第６区長）
- オリヴィエ・ダラゾン（フランス語版）（元国民議会議員・高等国防学院IHEDN取締役会長）
- フィリップ・カルテンバク（フランス語版）（政治家、クラマール市長、老院議員）
- ジャン＝ドミニーク・ギュリアニ（フランス語版）（ロベール・シューマン財団（フランス語版）会長）
- ロイク・フォション（フランス語版）（世界水会議長）
- エドモン・ズケリ（フランス語版）（国営テレビフランス・テレビジョン公社元社長）
- ディディエ・ロベール（フランス語版）（レユニオン海外州議会知事）
- フィリップ・カルテンバシ（フランス語版）（元老院議員）
- ジャン＝シャルル・マリシアニ（フランス語版）（高級公務員）
- パトリック・シュブレモン（フランス語版）（高級公務員）
- ミシェル・ペリシエ（フランス語版）（高級公務員・会計院委員）
- オリヴィエ・エンラール（フランス語版）（高級公務員・サルコジ元大統領付文化担当アドバイザー）
- ポール・ジャン＝オルティズ（フランス語版）（外交官、オランド大統領付国際関係担当アドバイザー）
- アリ・アンドレ・メシリ（フランス語版）（アルジェリア人権の活動家）
- 小松一郎（元内閣法制局長官・元駐フランス大使）

### 大学教員
- ジャン＝フランソワ・マテイ（フランス語版）（哲学者）
- ブルノー・エティエーヌ（フランス語版）（社会学者、イスラムの専門家）
- ヴァンサン・ゲーセル（フランス語版）（社会学者）
- ラファエール・リオジエ（フランス語版）（社会学者）
- ジャン＝シャルル・ジョフレー（フランス語版）（歴史家）
- グザヴィエ・アカール（フランス語版）（歴史家）
- ヤン・アギラ（フランス語版）（法学者・高級公務員）
- アレクシ・ボーツマン（フランス語版）（地理学者・政治学者）
- オリヴィエ・ボスク（フランス語版）（社会学者）
- ジャーク・ビュルドン（フランス語版）（法学者）
- ベルトラン・ミュニエ（フランス語版）（経済学者）
- ジョアナ・シメアン（フランス語版）（政治学者）
- イーヴ・リュシェール（フランス語版）（法学者、リール政治学院設置者）

### その他
- ファニー・アルダン（女優）
- パープ・デューフ（フランス語版）（記者、オリンピック・マルセイユ元代表者）
- レティシア・アルマン（フランス語版）（記者）
- ジャン＝ピエール・ベルネス（フランス語版）（オリンピック・マルセイユ元代表者）
- フランソワ・ポンティユ（フランス語版）（弁護士、フランスサッカー連盟委員）
- ジャン＝リュク・グリポン（フランス語版）（FCナント元代表者）
- アリース・オノレ（フランス語版）（ウィンドサーフィンの選手）
- メディ・シェバナ（フランス語版）（記者）
- ジャン＝フランソワ・ペレース（フランス語版）（記者）
- シルヴィ・フェデールブ（フランス語版）（記者）
- グレゴリ・サマック（フランス語版）（ユーロニュースの国際部長）
- トマ・ミスラシ（フランス語版）（記者・ニュースキャスター）
- ファビアン・ナミアス（フランス語版）（記者）
- エドモン・ジュケリ（フランス語版）（記者・作家）
- ラファエール・コンフィアン（フランス語版）（渋沢・クロデール賞入賞者の作家）
- ウジェーヌ・エボデ（フランス語版）（作家）
- ジョゼ・フレーシュ（フランス語版）（作家）
- アーメド・ジトゥニ（フランス語版）（作家）